# Eumacrodes punctulata
Eumacrodes punctulata är en fjärilsart som beskrevs av Pieter Cornelius Tobias Snellen 1887. Eumacrodes punctulata ingår i släktet Eumacrodes och familjen mätare. Inga underarter finns listade i Catalogue of Life.